# Hiroki Fujiharu
Hiroki Fujiharu (藤春 廣輝 Fujiharu Hiroki?,  Higashiōsaka, Osaka, 28 de noviembre de 1988) es un futbolista japonés. Juega de defensa y su equipo es el F. C. Ryukyu de la J3 League de Japón.

## Trayectoria
| Club         | País  | Año           |
| ------------ | ----- | ------------- |
| Gamba Osaka  | Japón | 2011-2023     |
| F. C. Ryukyu | Japón | 2024-presente |

## Palmarés

### Títulos nacionales
| Título             | Club        | País  | Año  |
| ------------------ | ----------- | ----- | ---- |
| J2 League          | Gamba Osaka | Japón | 2013 |
| Copa J. League     | Gamba Osaka | Japón | 2014 |
| J1 League          | Gamba Osaka | Japón | 2014 |
| Copa del Emperador | Gamba Osaka | Japón | 2014 |
| Supercopa de Japón | Gamba Osaka | Japón | 2015 |
| Copa del Emperador | Gamba Osaka | Japón | 2015 |